# カピヴァリアーノFC
カピヴァリアーノ・フッチボウ・クルーベ（ポルトガル語: Capivariano Futebol Clube）は、ブラジル・サンパウロ州カピヴァリを本拠地とするサッカークラブ。

## 歴史
1918年10月12日設立。
2011年から2012年にかけて、カピヴァリアーノは2年連続でカンピオナート・パウリスタ・A3に参加し、2012年には2013年にカンピオナート・パウリスタ・A2に参加するという歴史的な快挙を成し遂げる。
2013年のカンピオナート・パウリスタ・A2では、カピヴァリアーノは第1フェーズで好成績を収め、勝ち点30を獲得して6位に入り、第2フェーズで3位となった。
2014年、カピヴァリアーノは好調な成績を残し、前例のないカンピオナート・パウリスタ・A1への昇格とコパ・ド・ブラジルへの出場権の獲得を果たす。
2015年のカンピオナート・パウリスタ・A1では、15試合で勝ち点16を獲得し、なんとか降格を免れるが、2016年にはカンピオナート・パウリスタ・A2への降格を免れることができなかった。2017年には、カンピオナート・パウリスタ・A3に降格し、2018年と2019年の第1フェーズでは好調であったものの昇格には至っていない。

## 本拠地
本拠地はアレーナ・カピヴァリ。収容人数は1万9000人。

## ライバル
パウリニアFCとプリマヴェーラFCがライバルチームである。

## タイトル
- カンピオナート・パウリスタ・セリエA2: 2014
- カンピオナート・パウリスタ・セリエA3: 1984

## 歴代所属選手
- アマラオ 1988
- アンドレ・シルバ 1999
- ファブリシオ・ドス・サントス・メシアス 2009
- クレイトン・ドミンゲス・バルボーザ 2015
- ホジェリーニョ 2016